# Klin (miasto)
Klin (ros. Клин) – miasto w Rosji (obwód moskiewski), nad Siestrą (dorzecze Wołgi). Miasto położone jest na północny zachód od Moskwy przy drodze Moskwa Petersburg (E 105). Przez Klin przechodzi także linia kolejowa łącząca te dwa miasta.
W mieście znajduje się dom-muzeum Piotra Czajkowskiego. Miasto znane od 1317 r. 
Liczba mieszkańców w roku 2021 wynosiła ok. 79 tys. i ma tendencję do zmniejszania się (w r. 1992 było 95,1 tysięcy).
Na terenie miasta znajduje się lotnisko wojskowe Klin-5, gdzie stacjonują wojskowe samoloty transportowe.
W mieście rozwinął się przemysł chemiczny, precyzyjny, maszynowy oraz szklarski.

## Sport
- Titan Klin – klub hokejowy